# Сан Бенедето Вале (Мачерата)
Сан Бенедето Вале (итал. San Benedetto Valle) насеље је у Италији у округу Мачерата, региону Марке.
Према процени из 2011. у насељу је живело 14 становника. Насеље се налази на надморској висини од 622 м.